# Eredivisie (mannenhandbal) 1996/97
De Eredivisie is de hoogste afdeling van het Nederlandse handbal bij de heren op landelijk niveau. In het seizoen 1996/1997 werd Horn/Sittardia voor de zeventiende keer landskampioen. ESCA en UDSV degradeerden naar de Eerste divisie.
Doordat de samenwerking tussen AHV Swift en AAC 1899 werd gestopt, werd het team van AHF Arnhem vervangen door AHV Swift. 

## Opzet
Eerst speelden de 10 ploegen in competitieverband. Plek één tot en met vier belandde in de kampioenspoule. Deze ploegen speelden één wedstrijd tegen elke elkaar. De beste twee teams uit de kampioenspoule plaatsten zich voor de Best of Three-serie. Aan de hand van de Best of Three-serie werd bepaald die landskampioen van Nederland werd. De twee laagst geklasseerde ploegen in de reguliere competitie degradeerden naar de eerste divisie.

## Teams
| Club               | Plaats   | Provincie     | Trainers         | Hal           |
| ------------------ | -------- | ------------- | ---------------- | ------------- |
| Thrifty/Aalsmeer   | Aalsmeer | Noord-Holland | Pieter Tier      | De Bloemhof   |
| Inrada/Blauw-Wit   | Neerbeek | Limburg       | Guus Cantelberg  | De Haamen     |
| Direkt Mail/Caesar | Beek     | Limburg       | Lou Reubsaet     | De Haamen     |
| ANOVA/E&O          | Emmen    | Drenthe       | Ryszard Malag    | Angelslo      |
| ESCA               | Arnhem   | Gelderland    |                  | Valkenhuizen  |
| Horn/Sittardia     | Sittard  | Limburg       | Bosse Johansson  | Stadssporthal |
| AHV Swift          | Arnhem   | Gelderland    |                  | Elderveld     |
| HVM/Tachos         | Waalwijk | Noord-Brabant | Piotr Konitz     | Taxandriahal  |
| UDSV               | Utrecht  | Utrecht       |                  | De Dreef      |
| Hirschmann/V&L     | Geleen   | Limburg       | Gabrie Rietbroek | Glanerbrook   |

## Reguliere competitie
| Pos | Club               | Wed | W  | G | V  | Ptn | DV  | DT  | +/−  | Opmerking                          |
| --- | ------------------ | --- | -- | - | -- | --- | --- | --- | ---- | ---------------------------------- |
| 1   | Thrifty/Aalsmeer   | 18  | 14 | 2 | 2  | 30  | 466 | 349 | +117 | Gekwalificeerd voor kampioenspoule |
| 2   | Horn/Sittardia     | 18  | 12 | 5 | 1  | 29  | 457 | 354 | +103 | Gekwalificeerd voor kampioenspoule |
| 3   | Hirschmann/V&L     | 18  | 11 | 2 | 5  | 24  | 416 | 346 | +70  | Gekwalificeerd voor kampioenspoule |
| 4   | HVM/Tachos         | 18  | 10 | 4 | 4  | 24  | 393 | 363 | +30  | Gekwalificeerd voor kampioenspoule |
| 5   | ANOVA/E&O          | 18  | 11 | 1 | 6  | 23  | 453 | 387 | +66  |                                    |
| 6   | AHV Swift          | 18  | 8  | 1 | 9  | 17  | 412 | 430 | −18  |                                    |
| 7   | Inrada/Blauw-Wit   | 18  | 6  | 2 | 10 | 14  | 393 | 415 | −22  |                                    |
| 8   | Direkt Mail/Caesar | 18  | 5  | 1 | 12 | 11  | 344 | 428 | −84  |                                    |
| 9   | UDSV               | 18  | 3  | 0 | 15 | 6   | 371 | 500 | −86  | Degradatie naar eerste divisie     |
| 10  | ESCA               | 18  | 1  | 0 | 17 | 2   | 362 | 495 | −130 | Degradatie naar eerste divisie     |

## Kampioenspoule
| Pos | Club             | Wed | W | G | V | Ptn | DV | DT | +/− | Opmerking                         |
| --- | ---------------- | --- | - | - | - | --- | -- | -- | --- | --------------------------------- |
| 1   | Thrifty/Aalsmeer | 3   | 3 | 0 | 0 | 6   | 68 | 56 | +12 | Gekwalificeerd voor Best of Three |
| 2   | Horn/Sittardia   | 3   | 2 | 0 | 1 | 4   | 61 | 61 | 0   | Gekwalificeerd voor Best of Three |
| 3   | Hirschmann/V&L   | 3   | 1 | 0 | 2 | 2   | 63 | 61 | +2  |                                   |
| 4   | HVM/Tachos       | 3   | 0 | 0 | 3 | 0   | 55 | 69 | −14 |                                   |

## Best of Three
| 3 mei 1997 | Thrifty/Aalsmeer | 14 - 21 | Horn/Sittardia | De Bloemhof, Aalsmeer |
| 3 mei 1997 |                  |         |                | De Bloemhof, Aalsmeer |
| 3 mei 1997 |                  |         |                | De Bloemhof, Aalsmeer |

| 8 mei 1997 | Horn/Sittardia | 29 - 22 | Thrifty/Aalsmeer | Stadssporthal, Sittard |
| 8 mei 1997 |                |         |                  | Stadssporthal, Sittard |
| 8 mei 1997 |                |         |                  | Stadssporthal, Sittard |

| 10 mei 1997 | Thrifty/Aalsmeer | v | Horn/Sittardia | De Bloemhof, Aalsmeer |
| 10 mei 1997 |                  |   |                | De Bloemhof, Aalsmeer |
| 10 mei 1997 |                  |   |                | De Bloemhof, Aalsmeer |

## Handballer van het jaar
Op 12 september 1997 werd de Zweed Morgan Hermundstadt van Horn/Sittardia tot handballer van het jaar uitgeroepen door trainers, journalisten, spelers en speelsters en lezers van het blad Handbal.
| Pos | Naam                | Club             |
| --- | ------------------- | ---------------- |
| 1   | Morgan Hermundstadt | Horn/Sittardia   |
| 2   | Jeroen Hölscher     | Thrifty/Aalsmeer |
| 3   | Lambert Schuurs     | Horn/Sittardia   |